# قبریخا
قبریخا (به عربی: قبريخا) یک منطقهٔ مسکونی در لبنان است که در شهرستان مرجعیون واقع شده‌است.
 قبریخا   ۵۰۰ متر بالاتر از سطح دریا واقع شده‌است.